# ألفارو أنغولو
ألفارو أنغولو (بالإسبانية: Álvaro Angulo) هو لاعب كرة قدم كولومبي في مركز الدفاع، ولد في 3 يونيو 1997 في توماكو في كولومبيا. لعب مع ريونيغرو أغيلاس.

## وصلات خارجية
- ألفارو أنغولو على موقع قاعدة بيانات كرة القدم.إي يو (الإنجليزية)
- ألفارو أنغولو على موقع ناشيونال فوتبول تيمز (الإنجليزية)
- ألفارو أنغولو على موقع Soccerway.com (الإنجليزية)
- ألفارو أنغولو على موقع AS.com (الإسبانية)